# Порожнинне травлення
Порожни́нне тра́влення — гідролітичний процес, який здійснюються в порожнині тонкої кишки за рахунок ферментів підшлункової залози, печінки, кишечника, які гідролізують крупномолекулярні речовини.